# Predom
Predom - ime nekdanje Poljske Zveze domače industrije mehanične opreme, ki deluje pod imenom "Predom" v komunističnem obdobju (1974-1989). Vsa orožarska podjetja so povezana v proizvodnjo vojaškega orožja, t. i. lahkega orožja (naboji, rakete, pištole, avtomatske pištole in granate).
Unija vključuje naslednja podjetja:
- Dezamet, Nowa Dęba
- Eda, Poniatowa
- Farel, Kętrzyn
- Archer, Radom
- Meško, Kamienna
- Metrix, Tczew
- Metron, Torunj
- Polar, Vroclav
- Premet, Pieszyce
- Prespol, Niewiadów
- Prexer, Lodž
- ROMET, Bydgoszcz
- Selfa, Szczecin
- Termet, Świebodzice
- Wromet, Wronki
- Wrozamet, Vroclav
- ZELMER, Rzeszów

Večina od njih trenutno deluje. Na voljo je tudi trgovsko podjetje imenovano Predom, družba Predom projekt (zdaj Enterprise Svetovanje Inženiring PREDOM) in Center za raziskave in razvoj (Predom OBR) in PREDOM spletna trgovina (Predom.pl).